# Storskogens naturreservat, Krokoms kommun
Storskogen är ett naturreservat i Krokoms kommun i Jämtlands län.
Området är naturskyddat sedan 2010 och är 600 hektar stort. Reservatet består av bäckar, rikkärr och myrar samt granskog med inslag av lövträd.